# 西山足球競技場
西山足球競技場（：／ Seosan Chuggu Gyeonggijang）是朝鮮民主主義人民共和國首都平壤市的一座足球場，因位於大同江、普通江交匯的西山山頭之上而得名，主要用作足球比賽場地。球場始建於1980年代後期，其直接目的是作為第13屆世界青年與學生聯歡節開幕式主場地。場內可容納約25,000人。
2010年，西山足球競技場也曾作為處決原朝鮮勞動黨計劃財政部部長朴南基及其同僚的刑場。